# Lilla Isie kyrka
Lilla Isie kyrka är en kyrkobyggnad i Västra Torp på Söderslätt i Skåne. Den tillhör Källstorps församling i Lunds stift. Vid kyrkomuren lär det finnas en sten som spår väder genom att bli våt innan regnet kommer.

## Kyrkobyggnaden
Kyrkan är uppförd i vitputsad tegel åren 1857-1858. Samtidigt revs den medeltida kyrkan i Lilla Isie en kilometer mot nordväst. Ritningarna utfördes av fd byggmästaren Magnus Cederholm. Dennes son byggmästaren Johan Cederholm svarade för uppförandet av kyrkobyggnaden. Magnus Cederholm blev under sin tid som byggmästare ofta anlitad av professor Carl Georg Brunius. Påverkad av Brunius arkitektur kommer detta till uttryck i kyrkoexteriörens medeltidsinspirerade dekorativa detaljer. Kyrkan består av ett långhus med en skärmvägg som skiljer koret från den bakomliggande rundformade sakristian. Tornet är försett med spetsgavlar och en spira krönt av en korsglob. Själva kyrkorummet präglas av låga kryssvalv. Kyrkan invigdes den 8 augusti 1858. 

## Inventarier
- Altartavlan skänktes 1883. Den är målad av konstprofessorn Mårten Eskil Winge och föreställer Jesus och  Marta.
- Den medeltida dopfunten från den gamla kyrkan, utförd i sandsten, har ett dopfat från 1500-talet.
- Öppen bänkinredning från 1910.

### Orgel
- 1879 byggde Anders Victor Lundahl, Malmö en orgel med 12 stämmor.
- Den nuvarande orgeln byggdes 1966 av J. Künkels Orgelverkstad AB, Lund och är en mekanisk orgel. Fasaden är från 1879 års orgel.

| Huvudverk I    | Svällverk II      | Pedal       | Koppel |
| Kvintadena 16´ | Rörflöjt 8´       | Subbas 16´  | I/P    |
| Gedackt 8'     | Gemshorn 4'       | Koralbas 4' | II/P   |
| Principal 4'   | Principal 2'      |             | II/I   |
| Waldflöjt 2'   | Nasat 1 1/3'      |             |        |
| Mixtur 4 chor  | Crescendosvällare |             |        |